# Andragogia
L'andragogia (de les veus gregues ἀνήρ, anēr, genitiu ἀνδρός, home; i άγω, ago, guiar o conduir) és la disciplina o "ciència" educativa que tracta d'instruir i educar permanentment a l'home en qualsevol període del seu desenvolupament psicobiològic en funció de la seva vida cultural, ergològica i social.
Alexander Kapp, mestre alemany va utilitzar el terme andragogia per primera ocasió en 1833 al referir-se a l'escola de Plató. Eduard C. Lindeman és una altra de les grans figures en la generació de conceptes de l'educació per a adults i en la formació del pensament de l'educació informal.
Malcolm Knowles, és considerat com el pare d'educació d'adults. Va introduir la teoria d'andragogia com l'art i la ciència d'ajudar a adults a aprendre. Considerava que els adults necessiten ser participants actius en el seu propi aprenentatge. Knowles manifestava que els adults aprenem de manera diferent als nens i que els entrenadors en el seu rol de "facilitadors" de l'aprenentatge haurien d'usar un procés diferent per a facilitar aquest aprenentatge. Per Knowles, hi ha cinc factors que diferencien als adults dels nens. En la seva obra La Pràctica Moderna d'Educació d'Adults: Andragogy Versus Pedagogy (1970), va presentar el seu Model Andragògic.
Ernesto Yturralde considera que "andragogia és a l'adult, com pedagogia al nen". Els processos d'aprenentatge varien d'acord amb les edats. Els adults busquem els coneixements per a desenvolupar les habilitats que necessitem aplicar a situacions o problemes als quals ens confrontem en la vida real en les nostres labors quotidianes. La perspectiva del temps en nosaltres els adults canvia, cap a individus que busquem una aplicació de manera immediata, que concorda amb els objectius de les nostres activitats o per a les empreses per a les quals vam treballar.